# 法比安·德尔吕
法比安·德尔吕（法語：Fabien Delrue，2000年6月22日—），法國男子羽毛球運動員。他曾赢得2018年歐青赛团体赛以及两项双打冠军，亦是當届歐青赛的三尊得主。

## 簡歷
2016年6月，法比安·德尔吕與汤姆·罗德里格斯出戰拉脫維亞羽毛球國際賽，在男双準决赛以0比2（18-21、18-21）不敌俄罗斯强档的弗拉基米尔·尼科洛夫/阿提姆·塞尔皮奥诺夫。
2017年4月，法比安·德尔吕代表法国参加本国举办的歐洲青年羽毛球錦標賽，助法国队赢得混合團體冠军。同年6月，他分别與马克西姆·布里奥以及朱丽叶·莫纳尔出戰拉脫維亞羽毛球國際賽，在男双準决赛以0比2（19-21、18-21）不敌队友的Mathieu Gangloff/汤姆·罗德里格斯；而混双决赛以2比1（21-12、19-21、21-11）力克捷克的菲利普·巴祖尔/特里萨·斯瓦比科娃，赢得成年组欧洲赛事的冠军，亦是他赢得首个未來系列賽混双冠军。
2018年5月，法比安·德尔吕与威廉·维利格出战拉脫維亞羽毛球國際賽，在男双决赛以2比0（21-12、21-17）击败了丹麦的埃米尔·劳里岑/马德斯·默霍尔姆，成功卫冕男双冠军。同年9月，他代表法国参加爱沙尼亚塔林举办的歐洲青年羽毛球錦標賽，助法国队卫冕混合團體冠军；此外，还与两位青年期威廉·维利格以及朱丽叶·莫纳尔出战两项双打；在男双决赛以2比0（21-18、21-15）击败了赛会头号种子、苏格兰的克里斯托弗·格里姆利/马修·格里姆利，赢得欧青赛男子雙打冠军；而混双决赛以2比0（21-16、21-16）击败了荷兰的Wessel Van Der Aar/阿莉莎·蒂尔托森托诺，赢得欧青赛混合雙打冠军，亦是本届唯一的三冠得主。

## 主要比賽成績
只列出曾進入準決賽的國際賽事成績：
| 年份   | 賽事                       | 公開賽級別 | 項目     | 拍檔            | 成績   |
| ------ | -------------------------- | ---------- | -------- | --------------- | ------ |
| 2016年 | 拉脫維亞羽毛球國際賽       | 未來系列賽 | 男子雙打 | 汤姆·罗德里格斯 | 準決賽 |
| 2017年 | 歐洲青年羽毛球錦標賽       | 其他       | 混合團體 | －              | 冠軍   |
| 2017年 | 拉脫維亞羽毛球國際賽       | 未來系列賽 | 男子雙打 | 马克西姆·布里奥 | 準決賽 |
| 2017年 | 拉脫維亞羽毛球國際賽       | 未來系列賽 | 混合雙打 | 朱丽叶·莫纳尔   | 冠軍   |
| 2018年 | 拉脫維亞羽毛球國際賽       | 未來系列賽 | 男子雙打 | 威廉·维利格     | 冠軍   |
| 2018年 | 歐洲青年羽毛球錦標賽       | 其他       | 混合團體 | －              | 冠軍   |
| 2018年 | 歐洲青年羽毛球錦標賽       | 其他       | 男子雙打 | 威廉·维利格     | 冠軍   |
| 2018年 | 歐洲青年羽毛球錦標賽       | 其他       | 混合雙打 | 朱丽叶·莫纳尔   | 冠軍   |
| 2019年 | 希臘羽毛球公開賽           | 國際系列賽 | 混合雙打 | 薇瑪拉·埃里奧   | 冠軍   |
| 2019年 | 哈爾科夫羽毛球國際賽       | 國際挑戰賽 | 混合雙打 | 薇瑪拉·埃里奧   | 亞軍   |
| 2020年 | 歐洲羽毛球男女子團體錦標賽 | 其他       | 男子團體 | －              | 季軍   |
| 2021年 | 歐洲羽毛球混合團體錦標賽   | 其他       | 混合團體 | －              | 亞軍   |
| 2021年 | 波蘭羽毛球國際賽           | 國際系列賽 | 男子雙打 | 威廉·维利格     | 準決賽 |
| 2022年 | 印度羽毛球公開賽           | 超級500賽  | 男子雙打 | 威廉·维利格     | 準決賽 |
| 2022年 | 奧爾良羽毛球大師賽         | 超級100賽  | 混合雙打 | 薇瑪拉·埃里奧   | 準決賽 |

| 2007-2017年 | 首要超級賽 | 超級賽 | 黃金大獎賽 | 大獎賽 | 國際挑戰賽 | 國際系列賽 | 未來系列賽 | 其他 |

| 2018-2026年 | 總決賽 | 超級1000賽 | 超級750賽 | 超級500賽 | 超級300賽 | 超級100賽 | 國際挑戰賽 | 國際系列賽 | 未來系列賽 | 其他 |

### 奧運會和世錦賽參賽紀錄
|          | 搭檔          | 2021 | 2022 |
| -------- | ------------- | ---- | ---- |
| 男子雙打 | 威廉·维利格   | 16強 | 32強 |
|          |               |      |      |
| 混合雙打 | 薇玛拉·埃里奥 | －   | 64強 |